# Hystrix komarovii
Hystrix komarovii är en gräsart som först beskrevs av Roman Julievich Roshevitz, och fick sitt nu gällande namn av Jisaburo Ohwi. Hystrix komarovii ingår i släktet Hystrix och familjen gräs. Inga underarter finns listade i Catalogue of Life.